# Torre dell'Arengo
La Torre dell'Arengo est une tour du XIIIe siècle située Piazza Maggiore, à Bologne (Émilie-Romagne), en Italie du nord.
Le bâtiment date du début du XIIIe siècle, mais il ne prend la forme d’une tour que plus tard. En 1453, une cloche réalisée par Aristotile Fioravanti y est ajoutée. C'est la plus grosse cloche de Bologne (environ 47 quintaux) et elle est destinée à mobiliser les citoyens à l'occasion d'événements politiques ou sociaux.   